# Armoiries de Monaco
Les armoiries de Monaco se composent d'un blason fuselé d’argent et de gueules. Les tenants sont des frères mineurs chevelus, barbus et chaussés, portant chacun une épée levée, évoquent la conquête de Monaco en 1297 par François Grimaldi et ses compagnons déguisés en moines. La devise est celle des Grimaldi : « Deo Juvante » qui signifie « Avec l'aide de Dieu ».

## Blasonnement
| Blason | Blasonnement : Fuselé d'argent et de gueules. |

Le blasonnement fourni par le site officiel du palais de Monaco est  : « L'écu, fuselé d'argent et de gueules et entouré du collier de l'ordre de Saint-Charles, est placé sur un manteau rouge doublé d'hermine, sommé de la couronne princière. Tenants : deux frères mineurs chevelus, barbus et chaussés, portant chacun une épée levée, debout sur une banderole, avec la devise : Deo Juvante (avec l'aide de Dieu). » 
Pour la « couronne princière » : « il s’agit en fait de la reproduction d’une couronne royale héraldique classique » selon le CEDRE.
Chantal de Badts de Cugnac et Guy Coutant de Saisseval blasonnent : « Écu : fuselé d’argent et de gueules en trois rangs de cinq pièces. Couronne : princière. ».
L’Adelslexicon blasonne : « W.: Von R. u. S. in 3 Reihen zu je 5 Plätzen gerautet; Schildh.: 2 Mönche, in der freien Hand ein blankes Schwert schingend; Wahlspruch: Deo Juvante; Fstnkr. u. -mantel. » .
Frédéric Luz  blasonne : « GRIMALDI DE MONACO. Fuselé de gueules et d’argent. » .
Victor Bouton, Nouveau Traité des armoiries (1887) : « SARDOU, en Provence, porte : losangé d’argent et de gueules ; ce sont les armes signés de d’Hozier [...]. GRIMALDI, à Gênes, PRINCE DE MONACO, Duc de VALENTINOIS en France, porte de même. ESPINEFORT, en Bretagne, porte de même. TURPIN DE CRISSÉ, comte de SANZAY, losangé de gueules et d’argent . » (page 300) et « GRIMALDI-MONACO ducs de VALENTINOIS, fuselé d’argent et de gueules [...]. — Pierre Sainte dit losangé comme nous l’avons indiqué à la page 300 ci-dessus. » (page 308).
Pierre-Barthélemy Gheusi (1865-1943) dans son ouvrage Le Blason, présente une figure légendée « Fig. 383 — VALENTINOIS : Fuselé d’argent et de gueules. GRIMALDI ; MONACO ; BUEIL : portent de même. », figure accompagnée du commentaire : « Observons, une fois de plus, que nottre Figure, empruntée à d’Hozier, est mal gravée : les Fusées de gueules projettent une ombre portée sur celles d’argent et, ainsi, sont indiquées comme brochantes, alors qu’elles sont cousues. » .
L’Encyclopédie de Diderot comporte un ensemble de planches rangées sous le titre « BLASON OU ART HÉRALDIQUE » . 
La planche V  comporte un exemple de fuselé sous le numéro 230, avec l’explication suivante  hors planche :
« 230. Grimaldy Monaco, fuſelé d’argent et & de gueule. » 
(à lire « 230. Grimaldi Monaco, fuselé d’argent et de gueules. »). 
Il est aussi précisé à la planche XXII   : « Grimaldi Prince de Monaco a pour Suports 2 Moines de St Augustin. »

## Autres armoiries

### Armoiries figurant sur les plaques ovales des automobiles
Les plaques ovales des automobiles peuvent comporter une variante des armoiries où les moines sont remplacés par des carabiniers du prince jouant de la trompette. 

### Armoiries de la commune
La principauté de Monaco compte une commune qui occupe tout le territoire. Son blason, selon Pierre-Jean Ciaudo, est « D’argent au moine (frère mineur) sur une terrasse, tenant de la main dextre une épée, le tout au naturel, et de la sénestre, l’écu des Grimaldi qui est : fuselé de gueules et d’argent. »

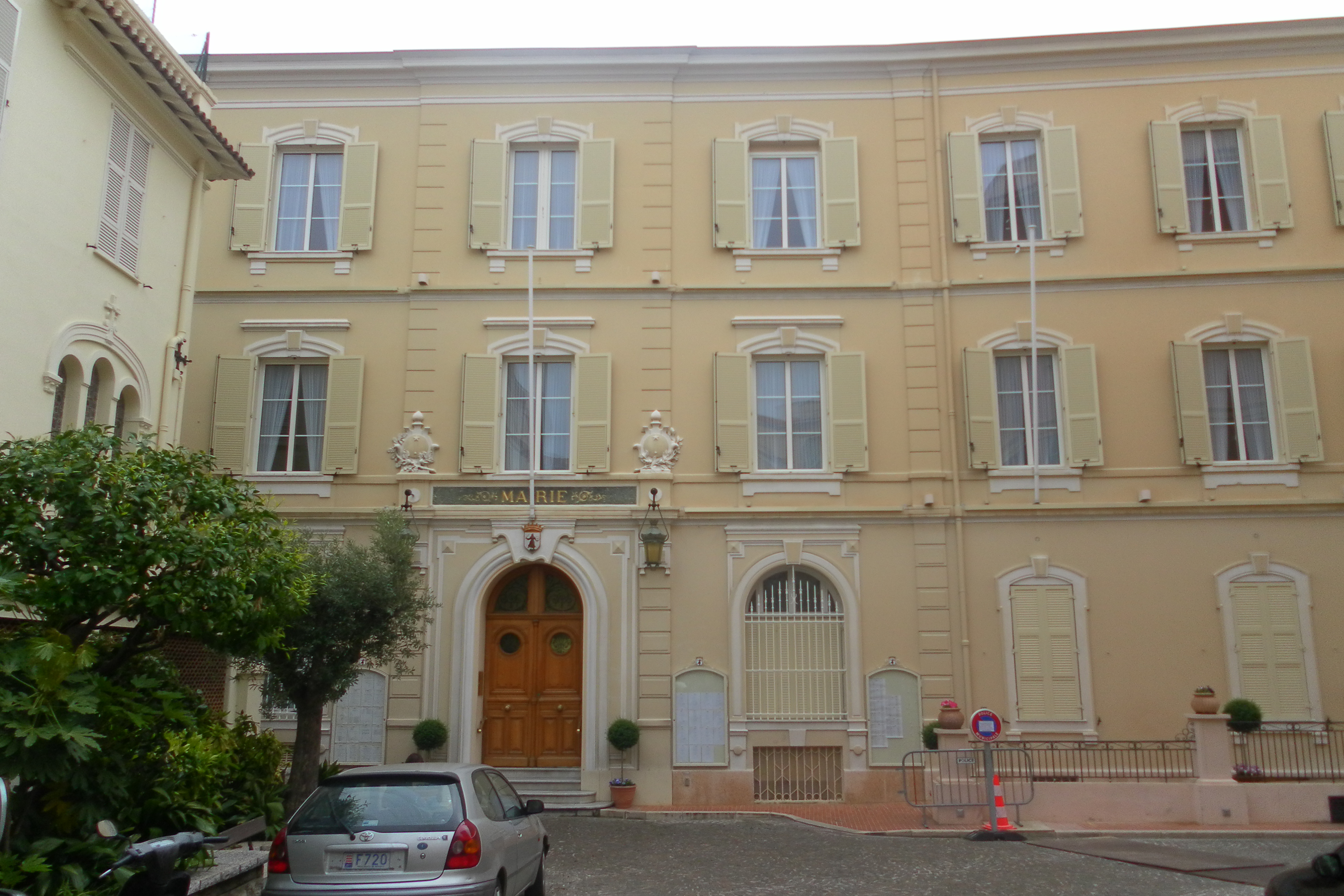
Mairie de Monaco
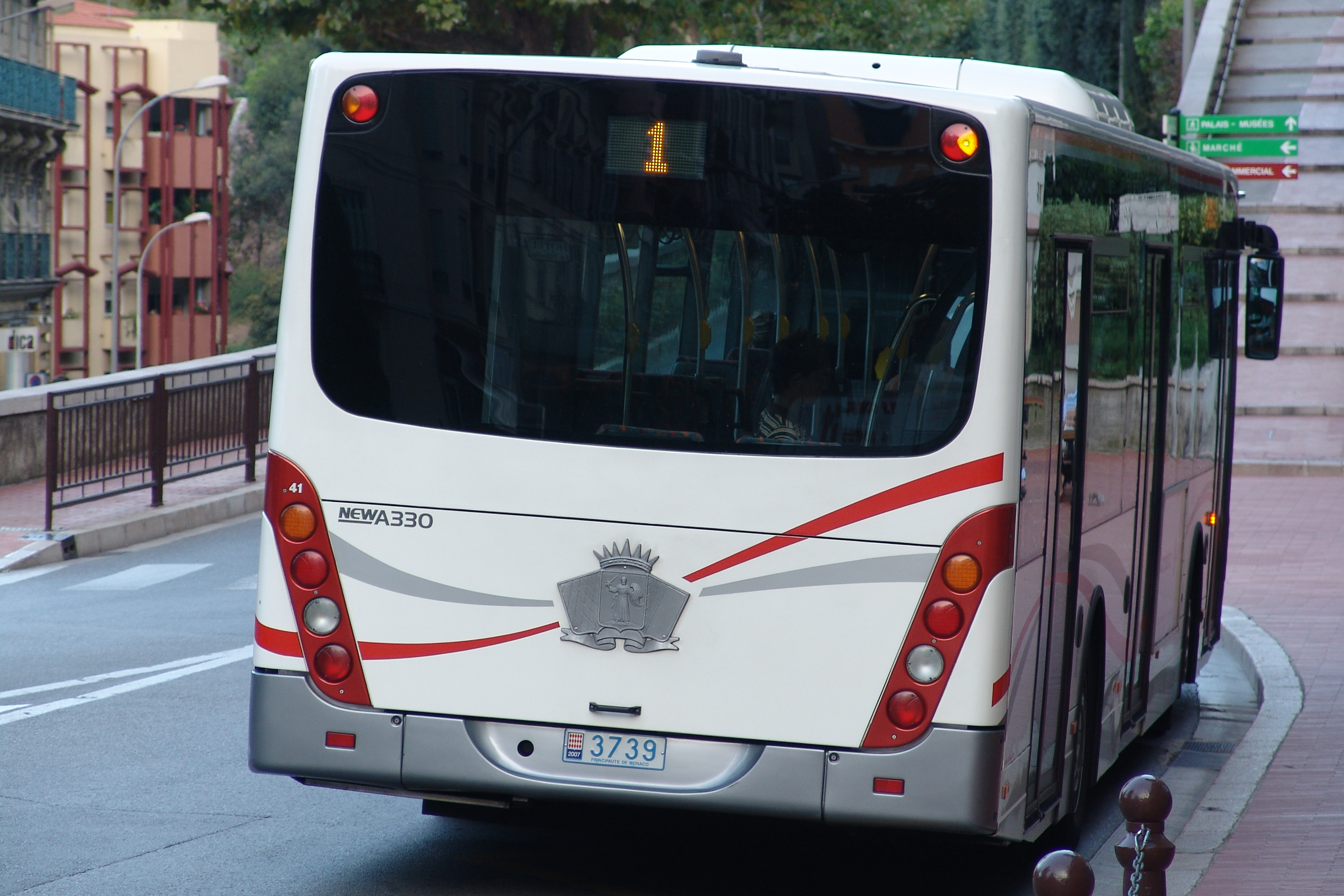
Bus de la compagnie des autobus de Monaco arborant les armes de la commune (au centre)

## Galerie

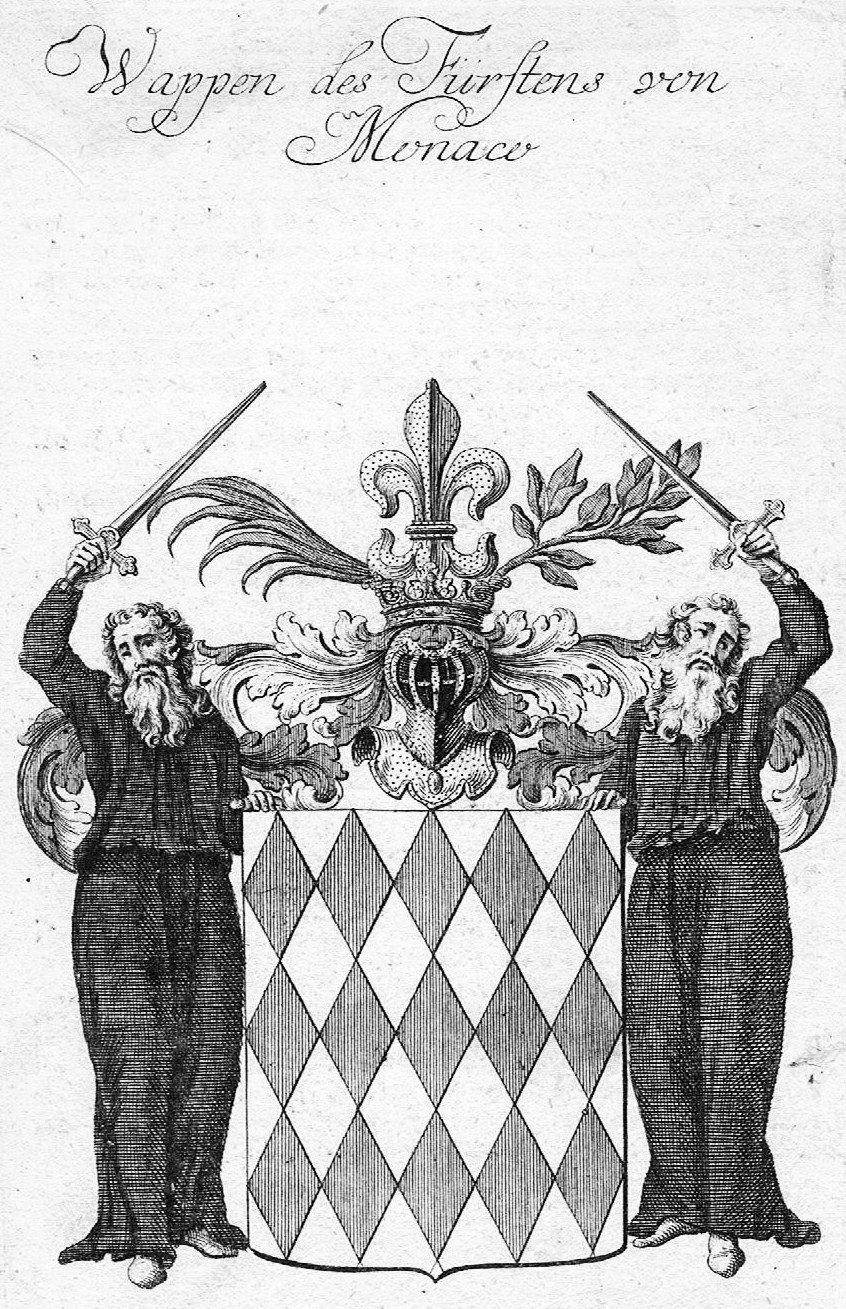
Œuvre du graveur Christoph Weigel (1654-1725).
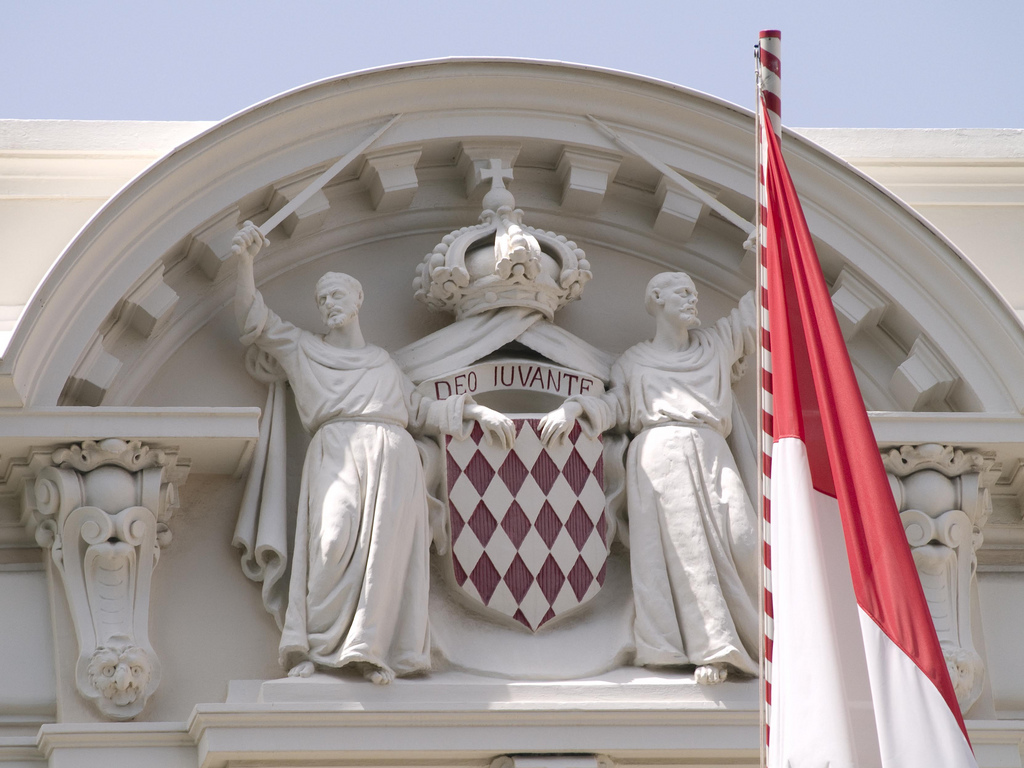
Fronton du palais de Monaco.
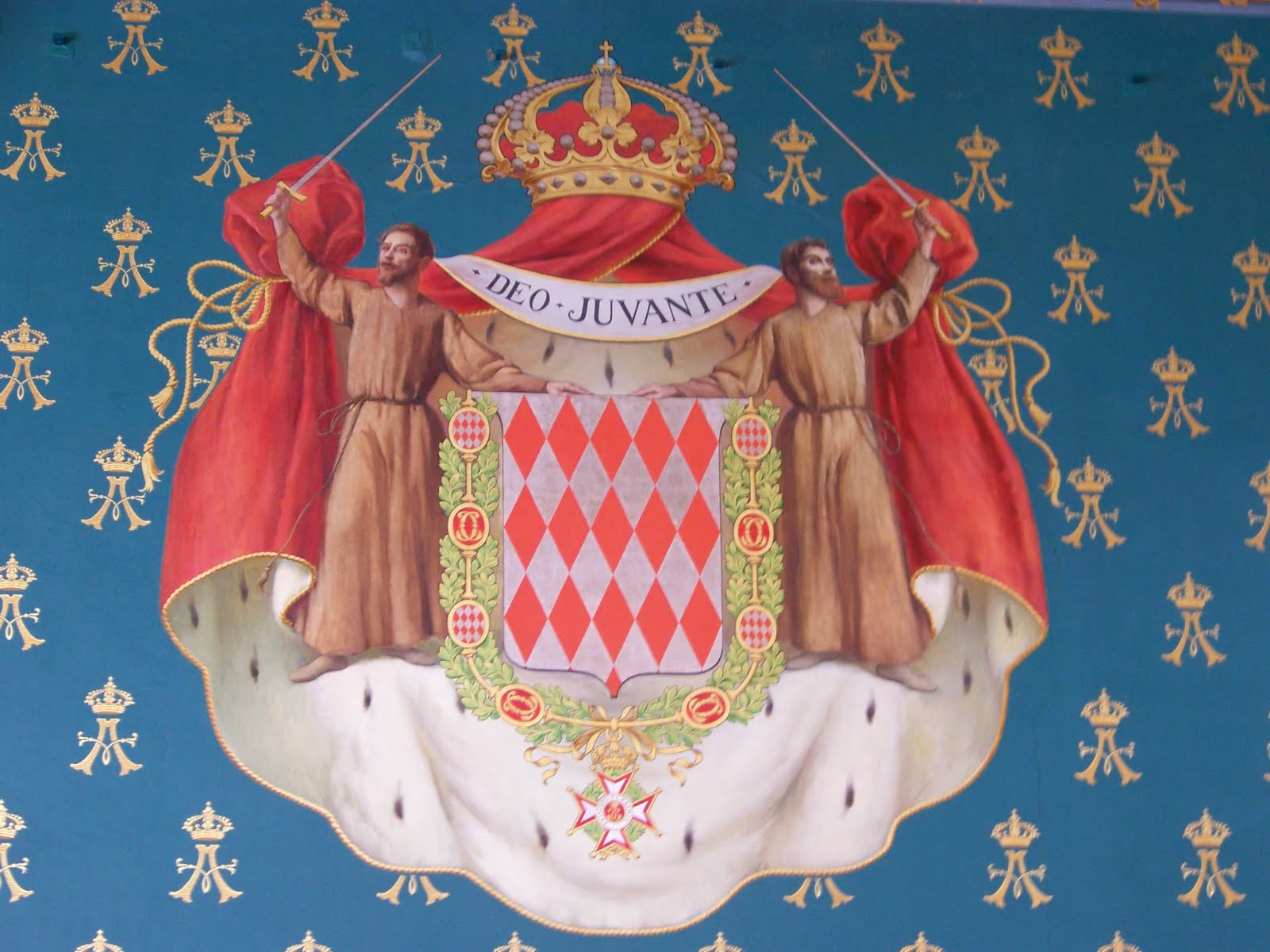
Musée océanographique de Monaco (avec le monogramme d'Albert Ier).
Armoiries de Monaco.